# Линкебек
Линкебек (нидерл. Linkebeek) — коммуна во Фландрии, часть области фламандский Брабант, расположена в двуязычном избирательном и судебном районе Брюссель-Халле-Вилворде, в непосредственной близости от г. Брюссель, фактически представляя собой часть его периферии.
Коммуна включает город Линкебек. На 1 января 2008 года население Линкебека составляло 4 721, из которых 10 % составляют иностранные граждане. Общая площадь муниц. — 4,15 км², плотность населения — 1147 чел. на км².

## Современность
Официальный язык — нидерландский, имеются языковые льготы для франкофонов. В 1954 специальные лингвистические права были дарованы местным франкоязычным (согласно переписи 1947 года, они составили более 30 % населения). В настоящее время, по результатам последних выборов, франкоговорящие составляли не менее 86 % населения. Франкофоны могут запрашивать официальные документы от местных органов власти на французском языке. Они также имеют детсады и начальные школы на французском языке, что вызывает недовольство центрального фламандского правительства, которое также ввело принудительные языковые квоты в линкебекской библиотеке, согласно которым минимум 75 % книжного фонда должны быть на нидерландском языке. В противном случае библиотека лишается господдержки.
Мэр города (не утверждён) — франкоговорящий Дамьен Тьери с 2000 г., Союз Франкофонов Фландрии (UF), победивший с 86 % голосов в 2006, несмотря на оппозицию фламандского министра Марино Кёлена, не желавшего назначить Тьери, поскольку мэр обратился на французском языке к франкофонам и на нидерландском языке к фламандцам.

## Известные уроженцы
- Херман Терлинк, писатель (1879—1967)